# Metasphenisca atricomata
Metasphenisca atricomata är en tvåvingeart som beskrevs av Munro 1947. Metasphenisca atricomata ingår i släktet Metasphenisca och familjen borrflugor. Inga underarter finns listade i Catalogue of Life.